# هیساو کوراماتا
هیساو کوراماتا (انگلیسی: Hisao Kuramata؛ زادهٔ ۱ دسامبر ۱۹۵۸) بازیکن فوتبال اهل ژاپن است.